# Herbert Kretzmer
Herbert Kretzmer (Kroonstad, 5 de outubro de 1925 – Londres, 14 de outubro de 2020) foi um jornalista e letrista sul-africano, conhecido pela colaboração em Les Misérables em 1985. Como reconhecimento, foi nomeado ao Oscar 2013 na categoria de Melhor Canção Original por "Suddenly" na adaptação cinematográfica de 2012.
Morreu em 14 de outubro de 2020 em Londres, aos 95 anos.